# 有五個姊姊的我就註定要單身了啊
《有五個姊姊的我就註定要單身了啊》是啞鳴所著的台灣輕小說作品，迷子燒繪畫插圖，由尖端出版負責發行出版。
總銷售量超過10萬冊，是台灣具代表性的輕小說之一。於2015年8月5日宣布真人電影化。

## 故事簡介
李狂龍和自己死黨王雲逸打賭，為了避免成為一輩子單身漢而奮鬥。在美術課的分組中和徐心夢漸漸熟識，可是隱藏於黑暗中的四姊李金玲奉大姊之命要全力阻止弟弟，弟弟運用智慧抵抗，其中鬧出許多荒唐的笑料。這是一個普通的高中少年，為了交女朋友而奮鬥，卻受到五個姊姊阻撓的愛情故事。

## 登場角色

### 李家
李狂龍
初登場17歲，最小的弟弟，也是李家唯一的男丁，一個看起來非常普通的高二生。名字由來是因為父親是武打明星李小龍的擁躉。
雖然法律上有五個姊姊，但除了皇玲外，其餘皆無血緣關係。
有告白的怪癖，在班上被稱為「告白狂魔」。在第一集時向徐心夢告白，但因為香玲闌尾炎的小插曲導致告白失敗。
暑假在亞玲、玄玲的舊家被竊賊刺傷（事後已證實是芷寧）而昏迷兩個月。
擅長跑步，出院後更開始跑步上下學，被體育老師看中而加入田徑隊，成為一萬公尺項目的跑者直到大三，後因大腿嚴重拉傷而退出。
在同作者《前進吧！高捷少女！日常》以情侶方式客串（沒有明講），因為香玲想去高雄看熊貓，但是壽山動物園沒有熊貓，遭到NANA以蠢事大會提出。
在同作者《分手後，一起旅行好嗎》以小玲弟弟身分出現，因為小玲（四姊）在臉書PO了幾篇讓人誤會的文，導致了一場誤會，差點失手打傷《分手後，一起旅行好嗎》的柏泓（該書男主角）。從文章中，猜測即將與香玲結婚，但遭到阻撓。最後經過勸說後小玲才願意回國。後來邀請柏泓他們吃飯。
李皇玲
初登場26歲，李狂龍大姊。霸氣，長姊如母，目前實質的一家之主，在高中時就一肩扛起5位弟妹的生活。弟弟做蠢時的時候常常會用弟弟批鬥大會來解決（和其他妹妹討論如何處置）
喜愛跑車，經常喝酒，擁有異於常人的怪力，下班回家後經常沿路丟衣服。據說被擁抱會感到有點痛（？）在家打弟弟，出門罩弟弟。
在別人面前哭，是她的黑歷史。胸部只有小B。
名句：「背棄姊姊的弟弟，沒有存在的必要！」、「當外人打我們左臉時，我們有義務把他整張臉打爛！」
同意李狂龍與李香玲交往。
在同作者《分手後，一起旅行好嗎》雖未登場，但從小玲口中猜測宣布全家到了才舉行婚禮可能是她，但因為小玲不肯接受，造成小玲刷卡前往日本以讓婚禮無限期延後。
李亞玲
初登場23歲，李狂龍二姊。長年待在日本，於第三集末回到李家、第五集因李狂龍被刺傷昏迷兩個月而被皇玲趕回日本、第六集第五條末因休學再度回來。
和李玄玲是親生姊妹，在家人面前是個極度色情的危險人物，除了大姊，李家弟弟和妹妹都是她的玩物。
高中時期和唷學姊結交朋友，並創立戀愛奮鬥互助社（戀鬥社）。
暑假時，以「實習戀人」的名義和狂龍交往（第五集首），原本要交往到開學為止，被皇玲趕回日本而提早分手。
後因休學返國，並在機場大廳攔下即將出境的玄玲。
李玄玲
初登場19歲，李狂龍三姊。眼睛旁有一個淚滴狀的紫色胎記。
家裡蹲。喜愛看書，十分聰明。喜歡聞弟弟的味道，常常偷穿弟弟的衣服，是個不折不扣的弟控。因為喜歡上由戀鬥社製造出來的蕭章傑，後誤入戀鬥社得知事情真相，與唷學姊達成協議3年內必須隔離自己，最後在聖德高中運動會上公布了戀鬥社的秘密。
和李亞玲是親生姊妹，也是亞玲的玩物。
為了被弟弟關注和喜歡，暗中破壞亞玲「實習戀人」的計畫。首先變造金玲的鑑定報告，在狂龍重傷昏迷後偷偷打給在美國的皇玲，把亞玲趕回日本，最後晚上在狂龍昏迷不醒的狀況下告白，讓狂龍日後選擇和他交往，後因東窗事發而自行選擇分手。
事後抱著無比的愧歉去日本讀書，出境前被剛入境的亞玲攔下來，隨後與日後趕來的金玲、香玲坦白後歡喜收場。
李金玲
初登場18歲，李狂龍四姊，與香玲是雙胞胎。中二病患者，崇拜「殤神淚天」，設定自己為血族的赤眼真后，會戴瞳孔變色片來扮成異色瞳。傲嬌弟控。對大姊無比忠心。
網路暱稱：「永生永世闇魂血族a小金」→「闇魂血族赤眼真后之小金」。
擅長製作機關和道具，擔任魔術社社長至今。
曾蒐集許多狂龍的裸照！？（第一集第四條）
反對李狂龍與李香玲（自己的妹妹）交往，從第六集宣布交往到F集，不斷地抱怨自己沒有先搶下李狂龍（疑似造成了在《分手後，一起旅行好嗎》的逃到日本的原因）。
在同作者《分手後，一起旅行好嗎》以小玲身分出現，因為李狂龍即將與李香玲結婚（一開始說是因為他的「男朋友」距離越離越遠，該「男朋友」其實是指李狂龍。），決定逃到日本來（其實是想要讓婚禮無限延期，因為疑似是皇玲宣布全家到了才舉行婚禮。），但因為在臉書PO了一些文，導致了一場誤會。差點讓李狂龍失手打傷《分手後，一起旅行好嗎》的柏泓（該書男主角）。最後經過李狂龍勸說後才願意回國。後來邀請柏泓他們吃飯。
李香玲
李狂龍五姊。與金玲是雙胞胎，從小就和狂龍玩在一起，睡也是睡在同一房間，對狂龍百般呵護體貼，和李金玲個性完全相反。
五個姊姊中發育最好，但本人討厭自己還在發育的胸部，也因為胸部而常被亞玲玩弄。
負責家務，是個相夫教子的傳統女性，不做家事甚至會出現戒斷症狀。十分喜歡熊貓，房間裡全是熊貓物品。
於第六集第五條知道與狂龍無血緣關係後，喜極而泣，正式交往至今。
在同作者《前進吧！高捷少女！日常》以情侶方式出現（沒有明講），因為香玲想去高雄看熊貓，但是壽山動物園沒有熊貓，遭到NANA以蠢事大會提出。
在同作者《分手後，一起旅行好嗎》雖未登場，但從小玲與弟弟的口中猜測，即將與李狂龍結婚，但遭到阻撓。最後經過李狂龍勸說後小玲才願意回國，但後來的事不明。
蓉表姊
漫畫版登場，是個姊控，喜歡大姊皇玲。
因為嫉妒狂龍，而自導自演了一場綁架戲碼，並企圖栽贓給狂龍，最後遭到玄玲破解。

### 聖德高中
徐心夢
楊文泱的手帕交、李狂龍的同學（李狂龍曾經的告白對象）。喜愛攝影。是改變李狂龍最多的人。第六卷透漏，她其實一直都非常喜歡李狂龍，但因為明白李狂龍真正喜歡的人不是自己，因而從未向李狂龍表達自己的心意。於F卷仍有出現，跟李狂龍維持男女間的純友誼關係。曾出沒於《我的妹妹沒有公主病》，不過疑似跟本書屬平行世界。
王雲逸
李狂龍的好友，曾經與李狂龍下注誰先交到女友對方就當自己的小弟。
長相斯文，興趣是觀察女生的行為。
和紫霞交往（經過紫霞矯正）後，再也沒有觀察其他的女生，還剃掉了中分頭（第六集第四條末）。是個標準妻奴。
楊文泱
不折不扣的兄控，跟徐心夢是好友。哥哥楊文泰是打架好手。
曾拒絕李狂龍的告白。曾與李金玲一同合作阻止李狂龍追求徐心夢。認為李狂龍和她同樣是兄控（姊控）。
《我的妹妹沒有公主病》女主角。
崔墨花
聖德中學的「校園偶像」。擁有天使的外貌和魔鬼的身材。
白元希
戀愛奮鬥互助社（戀鬥社）現任社長。聖德高中地下國王（地上國王是學生會長司徒正熙）。
李狂龍的學姊。有弟控屬性。腹黑。
有錢人家的千金大小姐，獨生女。
唷學姊
戀愛奮鬥互助社（戀鬥社）守護神。
原本是一位天真無邪的高中生，刻意讓自己變得很忙，只為了讓自己被更多人需要而快樂，最後卻換來了負面的批評。
直到在搬考卷時撞到一位條件很好的男生，而男生因內疚而開始插手幫忙，兩人開始膩在一塊，使她心裡覺得「只要有它就夠了」。
期末考前一晚，知道男生只是因為憐憫而對她貼心，無微的關懷還被說成性騷擾，什麼都沒有了的她選擇上吊。
一年後，化生成哭泣的鬼魂少女，周身怨念驚人，成為聖德高中的夢魘，直到遇見亞玲並結交朋友後，再度展現了笑容，並一起創立戀鬥社至今。
狂龍重傷昏迷時，在夢境中拿著一把刀刺在狂龍的傷口上使其甦醒過來。
司徒正熙
學生會會長，李狂龙的學姊。號稱「辦公機械」。聖德高中第五十代學生會長，歷史第一高票當選。
高二時曾遭到隔壁高中的混混欺負，被當時誤以為是鄉下來的高一生而前去理論的狂龍所救，此後約定一起搭公車上課，直到一年後有朋友陪伴為止，至今仍然有密切聯絡。（第六集第二條）
段春紐
簡稱阿紐，學生會副會長，正熙畢業後，當選學生會長。

### 其他
紫霞
映河高職資處科學生。
和雲逸交往中，輕小說粉絲，十分喜歡作家啞鳴。
宣
映河高職的學生，聰明活潑的女孩子。對他人十分貼心，心思細膩。
魏芷寧
公誠大學體育系學生，專長跳高，也是田徑隊的明日之星。狂龍的學妹，小狂龍兩年，被姊姊們稱為小小夢。一心一意要對狂龍報恩，但卻讓狂龍丈二金剛摸不著頭緒。
後來證實其真實身分是四年前刺傷狂龍的竊賊，其實是從小在寶藏村長大的窮苦孩子，沒有家人。因為寶藏村治安混亂所以身上有很多傷口，而她則用刺青來掩飾它們。後來有中學看中她的撐杆跳成績，願意讓她免費讀書，並提供獎學金。但因為貧窮，只得在暗中行竊。卻不料被狂龍發現，因而刺傷了狂龍。在向狂龍和香玲坦白後，兩人選擇原諒與接納後被香玲收為「女僕」。

## 出版書籍

### 輕小說
| 集數 | 尖端出版      | 尖端出版                                           | 封面人物 |
| 集數 | 發售日期      | ISBN /EAN                                          | 封面人物 |
| ---- | ------------- | -------------------------------------------------- | -------- |
| 1    | 2014年7月4日  | ISBN 978-957-10-5618-0                             | 李金玲   |
| 2    | 2014年8月6日  | ISBN 978-957-10-5657-9                             | 李香玲   |
| 3    | 2014年10月2日 | ISBN 978-957-10-5712-5                             | 李玄玲   |
| 4    | 2014年12月4日 | ISBN 978-957-10-5800-9                             | 李亞玲   |
| 5    | 2015年2月11日 | ISBN 978-957-10-5877-1 EAN 4717702265267（特裝版） | 李皇玲   |
| 6    | 2015年4月30日 | ISBN 978-957-10-5932-7                             | 徐心夢   |
| F    | 2015年8月6日  | ISBN 978-957-10-6082-8 EAN 4717702268473（特裝版） | 李香玲   |

### 設定集
| 集數 | 尖端出版     | 尖端出版               | 封面人物               |
| 集數 | 發售日期     | ISBN                   | 封面人物               |
| ---- | ------------ | ---------------------- | ---------------------- |
| 1    | 2015年8月6日 | ISBN 978-957-10-6102-3 | 李皇玲、李玄玲、李亞玲 |

### 漫畫版
漫畫原作為啞鳴，由FAN作畫，本篇小說的前傳，時間軸為李狂龍國三升高一的夏天。
| 集數 | 尖端出版      | 尖端出版               | 封面人物 |
| 集數 | 發售日期      | ISBN                   | 封面人物 |
| ---- | ------------- | ---------------------- | -------- |
| 零   | 2018年8月17日 | ISBN 978-957-10-8246-2 | 蓉表姊   |

## 遊戲合作
結合獨特彈珠玩法跟卡牌蒐集的手機遊戲《我家公主最可愛》繁中版，推出與《有五個姊姊的我就註定要單身了啊》合作專屬活動，小說中的五個姊姊都將化身為公主卡牌於遊戲中登場。除此之外，啞鳴打造的專屬關卡也將於此次活動推出。另也與《問答RPG 魔法使與黑貓維茲》有跨界合作。

## 電影
2015年8月，尖端在臉書頁面上公佈電影化的消息，本來預計2016年7月上映，後來延至2018年11月上映。由製作《那些年，我們一起追的女孩》的製作團隊群星瑞智國際藝能有限公司操刀。

## 外部連結
- 尖端出版網站 （页面存档备份，存于）
- 啞鳴的Facebook專頁